# Congrès national d'initiative démocratique
Het Congrès national d'initiative démocratique (Nederlands: Nationaal Congres van het Democratisch Initiatief, CNID) is een politieke partij in Mali die in 1990 werd opgericht.

## Geschiedenis
Het CNID is een van de oppositiepartijen die werd gevormd in de nadagen van de dictatuur onder Moussa Traoré. Oprichters waren Mountaga Tall en Demba Diallo, twee voorvechters van een meerpartijendemocratie. Het CNID organiseerde demonstraties tegen het bewind van Moussa Traoré. Het regime kwam in 1991 ten einde. Mountaga Tall werd bij de eerste democratische presidentsverkiezingen van 1992 derde met 11,41% van de stemmen. Net als veel andere oppositiepartijen boycotte het CNID de presidents- en parlementsverkiezingen van 1997. Tot 2002 was het CNID een oppositiepartij maar tijdens het presidentschap van Amadou Toumani Touré (2002-2012) maakte de partij deel uit van de regering. 
In 2013 had de partij nog 4 zetels in de Nationale Vergadering Bij de parlementsverkiezingen van 2020 verloor de partij haar vertegenwoordiging in het parlement.